# Dénivelé positif cumulé
Le dénivelé positif cumulé d'un itinéraire est la somme de tous les dénivelés positifs le long de ce parcours, autrement dit l'addition de toutes les différences d'altitude franchies en s'élevant. Cette donnée est souvent indiquée dans la description d'un sentier de randonnée ou d'un trail, fournissant une bonne indication de leur difficulté potentielle.

## Calcul

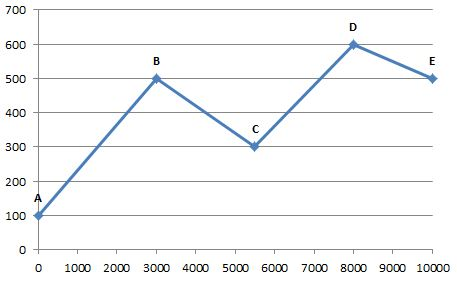
Exemple de trajet présentant un dénivelé positif cumulé de 700 mètres en progressant de A jusqu'à E.

Soit un itinéraire partant d'un point A et s'achevant en un point E plus élevé après avoir franchi successivement les points B, C et D, où B est plus haut que A et C tandis que D est le point culminant de tout le trajet. Le dénivelé global est la différence d'altitude entre E et A, soit E-A. Le dénivelé global positif a quant à lui pour valeur la somme de (B-A) et de (D-C).
Si A est à 100 mètres d'altitude, B à 500, C à 300, D à 600 et E à 500, par exemple, le dénivelé global sera de 400 mètres, mais le dénivelé positif cumulé de 700 mètres, résultat de l'addition des 400 mètres gagnés entre A et B puis des 300 engrangés de C à D.
En sens inverse, de E à A, le dénivelé global est négatif, 400 mètres étant donc perdus, mais le dénivelé positif cumulé est de 300 mètres, somme des 100 mètres gagnés de E à D puis des 200 encore ajoutés de C à B. Le dénivelé positif cumulé dans un sens n'est donc ni le même ni l'opposé de celui qui se rencontre dans le sens contraire sur la même voie.